# Zsebeháza
Zsebeháza é um município da Hungria, situado no condado de Győr-Moson-Sopron. Tem 4,65 km² de área e sua população em 2015 foi estimada em 134 habitantes.